# Mart Stam
Martinus Adrianus Stam, mais conhecido como Mart Stam (Purmerend, 5 de agosto de 1899 – Zurique, 21 de fevereiro de 1986) foi um arquitecto, urbanista e projetista neerlandês.
Está sepultado no Cemitério Enzenbühl em Zurique.